# Abdelmalek Sellal

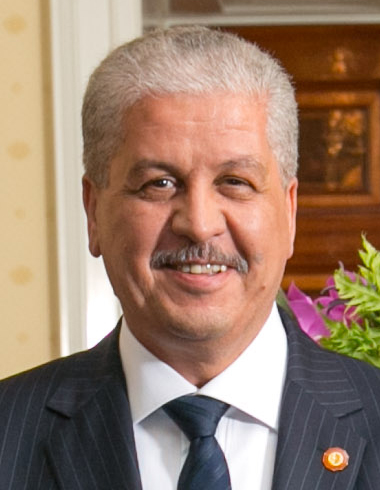
Abdelmalek Sellal (2014)

Abdelmalek Sellal (arabisch عبد المالك سلال, DMG ʿAbd al-Mālik Sallāl, * 1. August 1948 in Constantine, Französisch-Algerien) war von 2012 bis März 2014 und vom 28. April 2014 bis zum 25. Mai 2017 der Ministerpräsident Algeriens.

## Leben
Abdelmalek Sellal, ein sunnitischer Muslim und Mitglied der Nationalen Befreiungsfront (FLN), studierte an der École nationale d’administration in Algier. 1996 bis 1997 war er algerischer Botschafter in Ungarn, 1998 bis 1999 Innen- und Umweltminister, 1999 bis 2001 Jugend- und Sportminister, 2001 bis 2002 Minister für öffentliche Arbeiten, 2002 bis 2004 Transportminister und 2004 bis 2009 sowie ab dem 28. Mai 2010 bis 2012 Minister für Wasservorräte. 2004 und 2009 war er Wahlkampfleiter von Präsident Abd al-Aziz Bouteflika. Er wurde nach der Parlamentswahl 2012 von Präsident Bouteflika als dessen enger Vertrauter zum Nachfolger von Ahmed Ouyahia ernannt. Am 13. März 2014 trat Sellal zurück, um die Wahlkampagne von Präsident Bouteflika zu leiten, der ihn nach gewonnener Wahl am 28. April 2014 erneut zum Ministerpräsidenten ernannte. Nach der Parlamentswahl 2017 gab Präsident Bouteflika Abdelmadjid Tebboune als nächsten Ministerpräsidenten bekannt, Tebboune übernahm das Amt am 25. Mai 2017. Mitte Juni 2019 wurde Sellal wegen Korruptionsverdachts festgenommen. Am 10. Dezember 2019 wurde er zu einer 12-jährigen Haftstrafe verurteilt.